# Parametri s

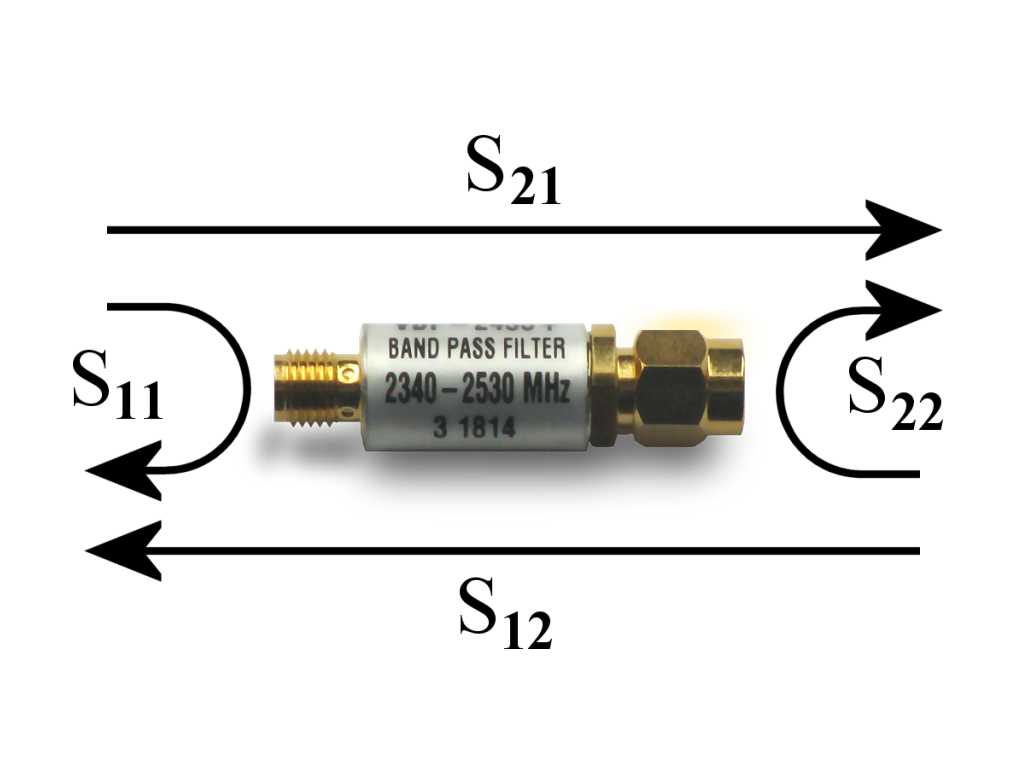
Parametri di scattering su una rete a due porte (qui: un filtro passa-banda)

I parametri di scattering o parametri S (ovvero elementi di una matrice di scattering o "matrice S") descrivono il comportamento elettrico di reti elettriche lineari soggette a stimolazioni di segnali elettrici in stato stazionario.
I parametri sono comunemente utilizzati nei campi dell'ingegneria elettrica ed elettronica e della progettazione dei sistemi di comunicazione, in particolare nel campo delle microonde.
I parametri S fanno parte di una famiglia di parametri similari, tra cui: parametri Y (parametri di ammettenza), parametri Z (parametri di impedenza), parametri H (parametri ibridi), parametri T (parametri di trasferimento) o parametri ABCD. I parametri S differiscono dai precedenti poiché non usano condizioni di circuito aperto o di corto circuito per caratterizzare una rete elettrica lineare, bensì carichi adattati in impedenza, che quando si ha a che fare con segnali ad alta frequenza risultano più semplici da utilizzare rispetto a terminazioni in circuito aperto o corto circuito. Inoltre, le quantità sono misurate in termini di potenza.
Molte proprietà elettriche di reti di componenti (induttori, condensatori, resistori) possono essere espresse utilizzando i parametri S, tra cui guadagno, return loss, insertion loss, VSWR, coefficiente di riflessione e stabilità di un amplificatore. Il termine scattering (diffusione) è comunemente utilizzato in ottica ed indica l'effetto che si osserva quando un'onda elettromagnetica piana incide su una fenditura o si propaga attraverso mezzi dielettrici disomogenei. Nel contesto dei parametri S, l'uso del termine scattering si riferisce alle modalità con cui le onde viaggianti di corrente e tensione si comportano alle discontinuità incontrate durante il cammino di propagazione, laddove per discontinuità si intende una differenza dell'impedenza dell'elemento attualmente attraversato rispetto all'impedenza caratteristica della linea di trasmissione.
Sebbene siano strumenti matematici utilizzabili ad ogni frequenza, i parametri S trovano maggiore utilità nello studio di reti elettroniche operanti a radiofrequenza (RF) e nel range delle microonde, dove potenza ed energia del segnale sono più facilmente quantificabili rispetto alle rispettive correnti e tensioni. I parametri S di un elemento in una rete sono una funzione della frequenza di lavoro, pertanto non solo l'impedenza caratteristica di riferimento, ma anche il range di frequenza devono essere specificate per un parametro S.
I parametri S sono rappresentabili in forma matriciale e seguono le regole dell'algebra delle matrici.

## Generalità
Nell'approccio dei parametri S, una rete elettrica è trattata come una black box  o "scatola nera" che contiene una sottorete arbitrariamente interconnessa di elementi circuitali a parametri concentrati come resistori, condensatori, induttori e transistori. Tale black box interagisce con altri circuiti esterni attraverso le sue porte. La rete può essere sintetizzata da una matrice quadrata di numeri complessi, denominata matrice dei parametri S, che può essere utilizzata per calcolare la risposta della rete a un segnale applicato alle sue porte.
La sintesi della rete con una matrice S è applicabile a ogni rete contenente numero e topologia arbitrari di componenti, purché il comportamento complessivo della rete sia lineare con i piccoli segnali incidenti in ingresso. La rete può anche includere i tipici componenti o "blocchi" dei sistemi di comunicazione come amplificatori, attenuatori, filtri elettronici, accoppiatori direzionali ed equalizzatori, fatto salvo che il loro regime operativo sia lineare.
Una rete elettrica sintetizzabile da una matrice S può avere un numero arbitrario di porte. Le porte sono gli unici punti di interazione con l'esterno della rete elettrica sintetizzata a modello black box; i segnali elettrici entrano ed escono dalle porte al mondo esterno. Le porte sono solitamente coppie di terminali con la condizione che la corrente che entra da una porta sia uguale a quella che esce dall'altra porta. I parametri S sono comunemente utilizzati a frequenze dove le porte sono spesso connessioni coassiali o a guida d'onda.
La matrice S che sintetizza una rete a N porte è una matrice quadrata di dimensione N e contiene un numero {\displaystyle N^{2}\,} di elementi, i parametri S.
Ogni parametro S è rappresentato da un numero complesso adimensionale che rappresenta intensità ed angolo, cioè ampiezza e fase nel dominio elettrico. Il numero complesso può essere espresso in una delle rappresentazioni convenzionali, come la forma rettangolare, la forma polare o la carta di Smith. L'ampiezza del parametro S può essere rappresentata in forma lineare, ma più comunemente viene definita in scala logaritmica con l'unità adimensionale dei decibel. La fase del parametro S è rappresentabile in gradi o radianti. Ogni parametro S è rappresentabile graficamente su di un diagramma polare da un singolo punto per una singola frequenza o da una curva (locus) per un range di frequenze. I parametri S che afferiscono ad una sola porta (della forma {\displaystyle S_{nn}\,}), che sono gli elementi della diagonale principale della matrice S, possono essere rappresentati su una carta di Smith di impedenza (o di ammettenza) normalizzata all'impedenza del sistema. La carta di Smith consente una semplice conversione tra il parametro {\displaystyle S_{nn}\,} equivalente al coefficiente di riflessione in tensione e l'associata impedenza (o ammettenza) (normalizzata) "vista" a quella porta. Le seguenti informazioni devono essere definite quando si specifica un insieme di parametri S:

1. Frequenza
2. Impedenza caratteristica nominale (spesso 50 Ω)
3. Numerazione delle porte
4. Condizioni al contorno della rete, come temperatura, tensione e corrente di alimentazione, se applicabile.

## La matrice S generale

### Definizione
In una generica rete multi-porte, ad ognuna delle porte è assegnato un numero intero n da 1 a N, dove N è il numero totale delle porte. Per la n-esima porta, l'associato parametro S è definito in termini di "onde di potenza" incidenti e riflesse dalla porta stessa, rispettivamente {\displaystyle a_{n}\,} e {\displaystyle b_{n}\,}.
Kurokawa definisce l'onda di potenza incidente alla generica porta i
{\displaystyle a_{i}={\frac {1}{2}}\,k_{i}(V_{i}+Z_{i}I_{i})\,}
e l'onda riflessa ad una porta come
{\displaystyle b_{i}={\frac {1}{2}}\,k_{i}(V_{i}-Z_{i}^{*}I_{i})\,}
dove {\displaystyle Z_{i}\,} è l'impedenza della porta i, {\displaystyle Z_{i}^{*}\,} è il complesso coniugato di {\displaystyle Z_{i}\,}, {\displaystyle V_{i}\,} e {\displaystyle I_{i}\,} sono rispettivamente le ampiezze complesse della tensione e della corrente alla porta i, e
{\displaystyle k_{i}=\left({\sqrt {\left|\Re \{Z_{i}\}\right|}}\right)^{-1}\,}
È spesso utile assumere che l'impedenza di riferimento è la stessa per tutte le porte, caso nel quale le definizioni di onde incidenti e riflesse possono essere semplificate in
{\displaystyle a_{i}={\frac {1}{2}}\,{\frac {(V_{i}+Z_{0}I_{i})}{\sqrt {\left|\Re \{Z_{0}\}\right|}}}\,}
e
{\displaystyle b_{i}={\frac {1}{2}}\,{\frac {(V_{i}-Z_{0}^{*}I_{i})}{\sqrt {\left|\Re \{Z_{0}\}\right|}}}\,}.
Per tutte le porte, le onde di potenza riflessa possono essere definite in termine della matrice dei parametri S e delle onde di potenza incidente tramite l'equazione di matrici:
{\displaystyle b=Sa\,}
dove S è la matrice N x N dei parametri S, i cui elementi possono essere indicizzati utilizzando la convenzionale notazione matriciale, mentre {\displaystyle a} e {\displaystyle b} sono i vettori di componenti {\displaystyle a_{i}} e {\displaystyle b_{i}}rispettivamente.

### Reciprocità
Una rete è reciproca se è passiva e se contiene solo materiali reciproci che influenzano il segnale trasmesso.
Per esempio, attenuatori, cavi, splitter e combinatori sono tutti reti reciproche e {\displaystyle S_{mn}=S_{nm}\,}, ovvero la matrice S risulta uguale alla sua trasposta. Le reti che includono materiali non reciproci nel mezzo di trasmissione come quelli contenenti componenti di ferrite polarizzata magneticamente sono non reciproche. Un amplificatore è un altro esempio di una rete non reciproca. Un'interessante proprietà delle reti a 3 porte, tuttavia, è che non possono essere simultaneamente reciproche, senza perdite e perfettamente adattate.

### Reti senza perdite
Una rete senza perdite non dissipa potenza, ovvero: {\displaystyle \Sigma \left|a_{n}\right|^{2}=\Sigma \left|b_{n}\right|^{2}\,}. La somma delle potenze incidenti a tutte le porte è uguale alla somma delle potenze riflesse a tutte le porte. Questo implica che la matrice S è unitaria, {\displaystyle (S)^{H}(S)=(I)\,}, dove {\displaystyle (S)^{H}\,} è la matrice trasposta coniugata di {\displaystyle (S)\,} e {\displaystyle (I)\,} è la matrice identità.

### Reti con perdite
Una rete passiva con perdite è quella in cui la somma delle potenze incidenti a tutte le porte è più grande della somma delle potenze riflesse a tutte le porte.
Pertanto dissipa potenza ovvero: {\displaystyle \Sigma \left|a_{n}\right|^{2}\neq \Sigma \left|b_{n}\right|^{2}\,}. In questo caso {\displaystyle \Sigma \left|a_{n}\right|^{2}>\Sigma \left|b_{n}\right|^{2}\,}, e {\displaystyle (I)-(S)^{H}(S)\,} è una matrice definita positiva.

## Parametri S in un quadripolo
La matrice-S di un quadripolo è probabilmente la più comunemente utilizzata e funge da building block di base per la definizione di matrici di ordini superiori relative a reti più complesse. 
In questo caso, la relazione tra le onde di potenza riflessa ed incidente e la matrice-S è data da:
{\displaystyle {\begin{pmatrix}b_{1}\\b_{2}\end{pmatrix}}={\begin{pmatrix}S_{11}&S_{12}\\S_{21}&S_{22}\end{pmatrix}}{\begin{pmatrix}a_{1}\\a_{2}\end{pmatrix}}\,}.
Sviluppando le matrici in equazioni si ha:
{\displaystyle b_{1}=S_{11}a_{1}+S_{12}a_{2}\,}
e
{\displaystyle b_{2}=S_{21}a_{1}+S_{22}a_{2}\,}.
Ciascuna equazione definisce il rapporto tra l'onda di potenza riflessa e quella incidente per ciascuna delle porte della rete, la porta 1 e la porta 2, in termini degli individuali parametri S della rete, {\displaystyle S_{11}\,}, {\displaystyle S_{12}\,}, {\displaystyle S_{21}\,} e {\displaystyle S_{22}\,}. Se si considera un'onda di potenza incidente alla porta 1 ({\displaystyle a_{1}\,}), ne possono derivare onde uscenti sia dalla stessa porta 1 ({\displaystyle b_{1}\,}) che dalla porta 2 ({\displaystyle b_{2}\,}). Se tuttavia, secondo la definizione dei parametri S, la porta 2 è terminata su di un carico di impedenza identica all'impedenza del sistema ({\displaystyle Z_{0}\,}) allora, secondo il teorema del massimo trasferimento di potenza, {\displaystyle b_{2}\,} sarà totalmente assorbita rendendo quindi  {\displaystyle a_{2}\,} uguale a zero. Quindi:
{\displaystyle S_{11}={\frac {b_{1}}{a_{1}}}={\frac {V_{1}^{-}}{V_{1}^{+}}}} e {\displaystyle S_{21}={\frac {b_{2}}{a_{1}}}={\frac {V_{2}^{-}}{V_{1}^{+}}}\,}.
Allo stesso modo, se la porta 1 è terminata su di un carico di impedenza uguale all'impedenza del sistema, allora {\displaystyle a_{1}\,} diviene zero, e si ha:
{\displaystyle S_{12}={\frac {b_{1}}{a_{2}}}={\frac {V_{1}^{-}}{V_{2}^{+}}}\,} e {\displaystyle S_{22}={\frac {b_{2}}{a_{2}}}={\frac {V_{2}^{-}}{V_{2}^{+}}}\,}.
I parametri S del bipolo hanno le seguenti descrizioni generiche:
{\displaystyle S_{11}\,} è il coefficiente di riflessione in tensione della porta di ingresso
{\displaystyle S_{12}\,} è il guadagno inverso di tensione
{\displaystyle S_{21}\,} è il guadagno diretto di tensione
{\displaystyle S_{22}\,} è il coefficiente di riflessione in tensione della porta di uscita.

## Proprietà dei parametri S nelle reti a due porte
Un amplificatore operante in condizioni lineari (di piccolo segnale) è un buon esempio di rete non reciproca, mentre un attenuatore accoppiato è un esempio di rete reciproca. Nei casi seguenti assumeremo che le connessioni in ingresso ed in uscita siano rispettivamente con la porta 1 e la porta 2, che è la convenzione più comune. L'impedenza e la frequenza nominali del sistema e qualunque altro fattore che possa influenzare il dispositivo, come la temperatura, devono essere anch'essi specificati.

### Guadagno lineare complesso
Il guadagno lineare complesso G è dato da:
{\displaystyle G=S_{21}={\frac {b_{2}}{a_{1}}}}.
Questo è semplicemente il rapporto lineare tra la potenza dell'onda riflessa e la potenza dell'onda incidente, con tutti i valori espressi come quantità complesse. Per reti senza perdite è inferiore all'unità, per reti attive è {\displaystyle |G|>1}. Risulta uguale al guadagno di tensione solo quando il dispositivo ha eguali impedenze di ingresso ed uscita.

### Guadagno lineare scalare
Il guadagno lineare scalare (o ampiezza del guadagno lineare) è dato da:
{\displaystyle \left|G\right|=\left|S_{21}\right|\,}.
Questo rappresenta l'ampiezza del guadagno (valore assoluto), il rapporto tra potenza dell'onda in uscita e potenza dell'onda in ingresso. Poiché si tratta di una quantità scalare, la fase non è rilevante in questo caso.

### Guadagno logaritmico scalare
L'espressione logaritmica scalare (decibel o dB) per il guadagno (g) è:
{\displaystyle g=20\log _{10}\left|S_{21}\right|\,} dB.
Essa si usa più comunemente del guadagno lineare scalare. Una quantità positiva normalmente è intesa semplicemente come un "guadagno", mentre una quantità negativa è un "guadagno negativo" o "perdita", equivalente alla sua ampiezza in dB. Ad esempio, un cavo di 10 m di lunghezza può avere un guadagno di - 1 dB a 100 MHz o una perdita di 1 dB a 100 MHz.

### Insertion loss
Nel caso in cui le due porte di misurazione usino la stessa impedenza di riferimento, la insertion loss{\displaystyle (IL)} o "perdita di inserzione" è il reciproco dell'ampiezza del coefficiente {\displaystyle \left|S_{21}\right|}espressa in dB. Essa perciò è data da:
{\displaystyle IL=-20\log _{10}\left|S_{21}\right|\,} dB.
Rappresenta la perdita ulteriore prodotta dall'introduzione del DUT (device under test, "dispositivo sotto collaudo") tra i due piani di riferimento della misurazione. Questa perdita supplementare (extra loss) può essere determinata dalla perdita intrinseca nel DUT e/o dal disaccopiamento. Nel caso di extra loss la perdita di inserzione è definita essere positiva. L'opposto della perdita di inserzione espressa in decibel p definita guadagno di inserzione (insertion gain) ed è il guadagno scalare logaritmico (vedi definizione precedente).

### Return loss in entrata
La input return loss ("perdita di riflessione in entrata")  ({\displaystyle RL_{\mathrm {in} }\,}) può essere pensata come una misura della vicinanza tra l'impedenza effettiva in ingresso alla rete e il valore nominale dell'impedenza del sistema. Espressa in termini di ampiezza logaritmica, essa è data da:
{\displaystyle RL_{\mathrm {in} }=10\log _{10}\left|{1 \over S_{11}^{2}}\right|=-20\log _{10}|S_{11}|} dB.
Per reti passive a due porte, nelle quali è {\displaystyle |S_{11}|\leq 1}, segue che return loss è una quantità non negativa: {\displaystyle RL_{in}\geq 0}.

### Return loss in uscita
La return loss in uscita, ({\displaystyle RL_{\mathrm {out} }\,}), ha una definizione simile alla return loss in entrata, ma si applica alla porta di uscita (porta 2) invece che a quella di entrata. La sua espressione è:
{\displaystyle RL_{\mathrm {out} }=-20\log _{10}\left|S_{22}\right|\,} dB.

### Guadagno inverso ed isolamento inverso
L'espressione logaritmica scalare (decibel o dB) per il guadagno inverso ({\displaystyle g_{\mathrm {rev} }\,}) è data da:
{\displaystyle g_{\mathrm {rev} }=20\log _{10}\left|S_{12}\right|\,} dB.
Spesso questa sarà espressa come isolamento inverso ({\displaystyle I_{\mathrm {rev} }\,}), nel qual caso diventa una quantità positiva uguale all'ampiezza di {\displaystyle g_{\mathrm {rev} }\,} e l'espressione diventa:
{\displaystyle I_{\mathrm {rev} }=\left|g_{\mathrm {rev} }\right|=\left|20\log _{10}\left|S_{12}\right|\right|\,} dB.

### Coefficiente di riflessione in tensione
Il coefficiente di riflessione in tensione alla porta di ingresso ({\displaystyle \Gamma _{\mathrm {in} }\,}) o quello alla porta di uscita ({\displaystyle \Gamma _{\mathrm {out} }\,}) sono equivalenti rispettivamente a {\displaystyle S_{11}\,} and {\displaystyle S_{22}\,}, quindi:
{\displaystyle \Gamma _{\mathrm {in} }=S_{11}\,} e {\displaystyle \Gamma _{\mathrm {out} }=S_{22}\,}.
Poiché {\displaystyle S_{11}\,} e {\displaystyle S_{22}\,} sono quantità complesse, lo sono anche {\displaystyle \Gamma _{\mathrm {in} }\,} e {\displaystyle \Gamma _{\mathrm {out} }\,}.
I coefficienti di riflessione in tensione sono quantità complesse e possono essere rappresentati graficamente mediante diagrammi polari o carte di Smith.
Vedi anche l'articolo Coefficiente di riflessione.

### Rapporto d'onda stazionaria in tensione
Il rapporto d'onda stazionaria (ROS) in tensione (voltage standing wave ratio, VSWR) in una porta, indicato con la lettera minuscola s, è una misura di accoppiamento della porta simile al return loss, ma è una quantità lineare scalare, data dal rapporto tra la tensione massima e la tensione minima dell'onda stazionaria. Essa perciò si lega all'ampiezza del coefficiente di riflessione in tensione e quindi all'ampiezza di {\displaystyle S_{11}\,} per la porta di ingresso o di {\displaystyle S_{22}\,} per la porta di uscita.
Alla porta di ingresso, il VSWR ({\displaystyle s_{\mathrm {in} }\,}) è dato da:
{\displaystyle s_{\mathrm {in} }={\frac {1+\left|S_{11}\right|}{1-\left|S_{11}\right|}}\,}.
Alla porta di uscita, il VSWR ({\displaystyle s_{\mathrm {out} }\,}) è dato da:
{\displaystyle s_{\mathrm {out} }={\frac {1+\left|S_{22}\right|}{1-\left|S_{22}\right|}}\,}.
Questo è corretto per i coefficienti di riflessione con ampiezza non maggiore dell'unità, come avviene di solito. Un coefficiente di riflessione con ampiezza maggiore dell'unità, come in un amplificatore a diodo tunnel, darà come risultato per questa espressione un valore negativo.  Il VSWR, tuttavia, in base alla sua definizione, è sempre positivo. Un'espressione più corretta per la porta k di un multipolo è:
{\displaystyle s_{k}={\frac {1+\left|S_{kk}\right|}{|1-\left|S_{kk}\right||}}\,}.

## Parametri S nei quadripoli
I parametri S nei quadripoli si usano per caratterizzare le reti quadripolari (a 4 porte). Essi comprendono informazioni riguardanti le onde di potenza riflessa e incidente tra le 4 porte della rete.
{\displaystyle {\begin{pmatrix}S_{11}&S_{12}&S_{13}&S_{14}\\S_{21}&S_{22}&S_{23}&S_{24}\\S_{31}&S_{32}&S_{33}&S_{34}\\S_{41}&S_{42}&S_{43}&S_{44}\end{pmatrix}}}
Si usano comunemente per analizzare un paio di linee di trasmissione accoppiate, per determinare la quantità di diafonia che intercorre tra di esse, se sono condotte da due distinti segnali sbilanciati, o la potenza riflessa ed incidente di un segnale differenziale condotto attraverso di esse. Molte specifiche di segnali differenziali ad alta velocità definiscono un canale di comunicazione in funzione dei parametri S dei quadripoli, ad esempio i sistemi Attachment Unit Interface a 10 Gigabit (XAUI), Serial ATA, PCI-X ed InfiniBand.

### Parametri S di modo misto nei quadripoli
I parametri S di modo misto nei quadripoli caratterizzano le reti quadripolari in termini della risposta della rete ai segnali di stimolazione di modo comune e differenziali. Tali parametri sono mostrati nella tabella seguente.
|          |               |         | Stimolazione  |               |             |             |
|          |               |         | Differenziale | Differenziale | Modo comune | Modo comune |
|          |               |         | Porta 1       | Porta 2       | Porta 1     | Porta 2     |
| Risposta | Differenziale | Porta 1 | SDD11         | SDD12         | SDC11       | SDC12       |
| Risposta | Differenziale | Porta 2 | SDD21         | SDD22         | SDC21       | SDC22       |
| Risposta | Modo comune   | Porta 1 | SCD11         | SCD12         | SCC11       | SCC12       |
| Risposta | Modo comune   | Porta 2 | SCD21         | SCD22         | SCC21       | SCC22       |

Si noti il formato della notazione parametrica SXYab, dove "S" sta per parametro di scattering o parametro S, “X” è il modo di risposta (differenziale o comune), "Y" è il modo di stimolazione (differenziale o comune), "a" è la porta di risposta (uscita) e "b" è la porta di stimolazione (ingresso). Questa è la nomenclatura tipica dei parametri di scattering.
Il primo quadrante comprende i 4 parametri in alto a sinistra, che descrivono le caratteristiche della stimolazione differenziale e della risposta differenziale del dispositivo sotto collaudo. Questa è il modo effettivo di funzionamento che caratterizza la maggior parte delle interconnessioni differenziali ad alta velocità ed è il quadrante che riceve la maggior parte dell'attenzione. Comprende il return loss differenziale in entrata (SDD11), l'insertion loss in entrata (SDD21), il return loss in uscita (SDD22) e l'insertion loss in uscita (SDD12). Alcuni benefici dell'elaborazione differenziale dei segnali sono: 
- ridotta sensibilità alle interferenze elettromagnetiche
- riduzione della radiazione elettromagnetica proveniente dal circuito differenziale bilanciato
- prodotti della distorsione differenziale di ordine pari trasformati in segnali a modalità comune
- fattore di aumento due nel livello di tensione rispetto ai segnali sbilanciati
- reiezione ad alimentazione di modo comune e codifica del rumore di fondo in segnale differenziale.

Il secondo e terzo quadrante sono quelli dei 4 parametri rispettivamente in alto a destra e in basso a sinistra. Sono chiamati anche i quadranti di modo incrociato, in quanto caratterizzano completamente qualsiasi conversione di modo che avviene nel dispositivo sotto collaudo, test, sia che si tratti della conversione SDCab da comune a differenziale (sensibilità EMI per un'applicazione con trasmissione deliberata SDD di segnali differenziali) o della conversione SCDab da differenziale a comune (radiazione EMI per un'applicazione differenziale). Capire la conversione dei modi è molto utile quando si tenta di ottimizzare la progettazione di interconnessioni per capacità di trasporto dei dati dell'ordine dei gigabit.
Il quarto quadrante comprende i 4 parametri in basso a destra e descrive le caratteristiche di funzionamento del segnale di modo comune SCCab che si propaga attraverso il dispositivo sotto collaudo. Per un dispositivo differenziale SDDab progettato correttamente dovrebbe esserci una minima uscita SCCab di modo comune. Tuttavia, i dati sulla risposta di modo comune del quarto quadrante forniscono una misura della risposta della trasmissione di modo comune e sono usati in rapporto con la risposta della trasmissione differenziale per determinare la reiezione di modo comune della rete. Questa reiezione di modo comune è un importante vantaggio dell'elaborazione differenziale dei segnali e può essere ridotta ad uno in alcune implementazioni di circuiti differenziali.

## Parametri S nella progettazione di amplificatori
Il parametro dell'isolamento inverso (reverse isolation parameter) {\displaystyle S_{12}\,} determina il livello di retroazione (feedback) dall'uscita di un amplificatore all'ingresso e perciò influenza la sua stabilità (la sua tendenza a trattenersi dall'oscillazione) insieme al guadagno diretto {\displaystyle S_{21}\,}. Un amplificatore con le porte di ingresso e di uscita perfettamente isolate l'una dall'altra avrebbe l'isolamento di ampiezza logaritmica scalare infinita, ovvero l'ampiezza lineare di {\displaystyle S_{12}\,} sarebbe zero. Tale amplificatore è definito unilaterale. La maggior parte degli amplificatori concreti avranno però un qualche isolamento finito che permette al coefficiente di riflessione "visto" alla porta di essere influenzato in qualche misura dal carico connesso sull'uscita. Un amplificatore che sia deliberatamente progettato per avere il più piccolo valore possibile di {\displaystyle \left|S_{12}\right|\,} è spesso chiamato amplificatore separatore.
Si supponga che la porta di uscita di un amplificatore reale (non unilaterale o bilaterale) sia connessa ad un carico arbitrario con un coefficiente di riflessione {\displaystyle \rho _{L}\,}. L'effettivo coefficiente di riflessione "visto" alla porta d'ingresso {\displaystyle \rho _{\mathrm {in} }\,}sarà dato da:
{\displaystyle \rho _{\mathrm {in} }=S_{11}+{\frac {S_{12}S_{21}\rho _{L}}{1-S_{22}\rho _{L}}}\,}.
Se l'amplificatore è unilaterale allora {\displaystyle S_{12}=0\,} e {\displaystyle \rho _{\mathrm {in} }=S_{11}\,} o, per esprimerla in un altro modo, il carico in uscita non ha alcun effetto sull'ingresso.
Una proprietà simile esiste nella direzione opposta, in questo caso se {\displaystyle \rho _{\mathrm {out} }\,} è il coefficiente di riflessione visto alla porta di uscita e {\displaystyle \rho _{s}\,} è il coefficiente della sorgente connessa alla porta di ingresso, si ha:
{\displaystyle \rho _{out}=S_{22}+{\frac {S_{12}S_{21}\rho _{s}}{1-S_{11}\rho _{s}}}\,}.

### Condizioni di carico della porta per la stabilità incondizionata di un amplificatore
Un amplificatore è incondizionatamente stabile se il carico o la sorgente di qualsiasi coefficiente di riflessione possono essere connessi senza causare instabilità. Questa condizione si verifica se le ampiezze dei coefficienti di riflessione alla sorgente, al carico e alle porte di ingresso e di uscita dell'amplificatore sono simultaneamente minori dell'unità. Un importante requisito che è l'amplificatore sia una rete lineare senza poli nel semipiano destro. L'instabilità può causare una grave distorsione della risposta di frequenza del guadagno dell'amplificatore o, persino, una grave oscillazione. Per essere incondizionatamente stabile alla frequenza d'interesse, un amplificatore deve soddisfare simultaneamente le seguenti 4 equazioni:
{\displaystyle \left|\rho _{S}\right|<1\,}
{\displaystyle \left|\rho _{L}\right|<1\,}
{\displaystyle \left|\rho _{\mathrm {in} }\right|<1\,}
{\displaystyle \left|\rho _{\mathrm {out} }\right|<1\,}.
La condizione al contorno perché ciascuno di questi valori sia uguale all'unità può essere rappresentata da un cerchio tracciato sul diagramma polare che rappresenta il coefficiente di riflessione (complesso), uno per la porta di ingresso e l'altro per la porta di uscita. Spesso questi diagrammi saranno ridimensionati come carte di Smith. In ciascun caso le coordinate del centro del cerchio ed il raggio associato sono date dalle seguenti equazioni:

#### Valori diρL{\displaystyle \rho _{L}\,}per|ρin|=1{\displaystyle \left|\rho _{in}\right|=1\,}(cerchio di stabilità dell'uscita)
Raggio {\displaystyle r_{L}=\left|{\frac {S_{12}S_{21}}{\left|S_{22}\right|^{2}-\left|\Delta \right|^{2}}}\right|\,}
Centro {\displaystyle c_{L}={\frac {(S_{22}-\Delta S_{11}^{*})^{*}}{\left|S_{22}\right|^{2}-\left|\Delta \right|^{2}}}\,}

#### Valori diρS{\displaystyle \rho _{S}\,}per|ρout|=1{\displaystyle \left|\rho _{out}\right|=1\,}(cerchio di stabilità dell'ingresso)
Raggio {\displaystyle r_{s}=\left|{\frac {S_{12}S_{21}}{\left|S_{11}\right|^{2}-\left|\Delta \right|^{2}}}\right|\,}
Centro {\displaystyle c_{s}={\frac {(S_{11}-\Delta S_{22}^{*})^{*}}{\left|S_{11}\right|^{2}-\left|\Delta \right|^{2}}}\,}
dove, in entrambi i casi,
{\displaystyle \Delta =S_{11}S_{22}-S_{12}S_{21}\,}
e l'asterisco in posizione di apice (*) indica il complesso coniugato.
I cerchi sono in unità complesse del coefficiente di riflessione, perciò possono essere tracciati su carte di Smith di impedenza o ammettenza normalizzate all'impedenza del sistema. Questo serve a visualizzare rapidamente le regioni dell'impedenza (o ammettenza) normalizzata relative alla stabilità incondizionata prevista. Un altro modo di dimostrare la stabilità incondizionata fa ricorso al fattore di stabilità di Rollet ({\displaystyle K\,}), definito come:
{\displaystyle K={\frac {1-\left|S_{11}\right|^{2}-\left|S_{22}\right|^{2}+\left|\Delta \right|^{2}}{2\left|S_{12}S_{21}\right|}}\,}.
La condizione di stabilità incondizionata si ottiene quando {\displaystyle K>1\,} e {\displaystyle \left|\Delta \right|<1\,}.

### Parametri di trasferimento di scattering
I parametri di trasferimento di scattering o parametri T di una rete bipolare sono espressi dalla matrice dei parametri T e sono strettamente legati alla corrispondente matrice dei parametri S. La matrice dei parametri T è legata alle onde normalizzate incidente e riflessa per ciascuna delle porte nel modo seguente:
{\displaystyle {\begin{pmatrix}b_{1}\\a_{1}\end{pmatrix}}={\begin{pmatrix}T_{11}&T_{12}\\T_{21}&T_{22}\end{pmatrix}}{\begin{pmatrix}a_{2}\\b_{2}\end{pmatrix}}\,}.
Tuttavia, essi potrebbero essere definiti diversamente, come segue:
{\displaystyle {\begin{pmatrix}a_{1}\\b_{1}\end{pmatrix}}={\begin{pmatrix}T_{11}&T_{12}\\T_{21}&T_{22}\end{pmatrix}}{\begin{pmatrix}b_{2}\\a_{2}\end{pmatrix}}\,}
Il componente aggiuntivo RF Toolbox per MATLAB e vari libri (ad esempio Network scattering parameters) usano quest'ultima definizione, perciò la cautela è necessaria. I paragrafi "Da S a T" e "Da T ad S" in questa sezione dell'articolo sono basati sulla prima definizione. L'adattamento alla seconda definizione è banale (scambiando T11 con T22, e T12 con T21). Il vantaggio dei parametri T in confronto ai parametri S è che possono essere usati per determinare rapidamente l'effetto di collegare a cascata reti bipolari o multipolari semplicemente moltiplicando le matrici individuali associate dei parametri T. Se i parametri T di, poniamo, tre diverse reti bipolari 1, 2 e 3 sono rispettivamente {\displaystyle {\begin{pmatrix}T_{1}\end{pmatrix}}\,}, {\displaystyle {\begin{pmatrix}T_{2}\end{pmatrix}}\,} e {\displaystyle {\begin{pmatrix}T_{3}\end{pmatrix}}\,}, allora la matrice dei parametri T per il collegamento a cascata di tutte e tre le reti ({\displaystyle {\begin{pmatrix}T_{T}\end{pmatrix}}\,}) in ordine seriale è data da:
{\displaystyle {\begin{pmatrix}T_{T}\end{pmatrix}}={\begin{pmatrix}T_{1}\end{pmatrix}}{\begin{pmatrix}T_{2}\end{pmatrix}}{\begin{pmatrix}T_{3}\end{pmatrix}}\,}.
Poiché il prodotto matriciale non è commutativo, l'ordine delle matrici è importante. Come nel caso dei parametri S, i parametri T sono valori complessi e c'è una conversione diretta fra i due tipi. Sebbene i parametri T a cascata siano una semplice moltiplicazione matriciale dei parametri T individuali, la conversione dei parametri S di ciascuna porta nei corrispondenti parametri T e la conversione dei parametri T a cascata di nuovo negli equivalenti parametri S a cascata, che sono solitamente richiesti, non è banale. Tuttavia una volta che l'operazione è completata, si terrà conto delle complesse interazioni delle onde intere fra tutte le porte in entrambe le direzioni. Le equazioni seguenti forniranno la conversione tra i parametri S e T per le reti a due porte.
Da S a T:
{\displaystyle T_{11}={\frac {-\det {\begin{pmatrix}S\end{pmatrix}}}{S_{21}}}\,}
{\displaystyle T_{12}={\frac {S_{11}}{S_{21}}}\,}
{\displaystyle T_{21}={\frac {-S_{22}}{S_{21}}}\,}
{\displaystyle T_{22}={\frac {1}{S_{21}}}\,}.
Da T ad S
{\displaystyle S_{11}={\frac {T_{12}}{T_{22}}}\,}
{\displaystyle S_{12}={\frac {\det {\begin{pmatrix}T\end{pmatrix}}}{T_{22}}}\,}
{\displaystyle S_{21}={\frac {1}{T_{22}}}\,}
{\displaystyle S_{22}={\frac {-T_{21}}{T_{22}}}\,}
dove {\displaystyle \det {\begin{pmatrix}S\end{pmatrix}}\,} indica il determinante della matrice {\displaystyle {\begin{pmatrix}S\end{pmatrix}}\,}.

## Parametri S per gli unipoli
Il parametro S per una rete unipolare è dato da una semplice matrice 1 x 1 della forma {\displaystyle (s_{nn})\,} dove n è il numero della porta allocata. Per soddisfare la definizione di linearità del parametro S, vi sarebbe normalmente un carico passivo di qualche tipo.

## Matrici dei parametri S di ordine superiore
I parametri S di ordine superiore per le coppie di porte dissimili ({\displaystyle S_{mn}\,}), dove {\displaystyle m\neq \;n\,}, possono essere dedotti in maniera simile a quelli per le reti bipolari considerando coppie di porte a rotazione, in ogni caso garantendo che tutte le porte rimanenti (inutilizzate) siano cariche con un'impedenza identica all'impedenza del sistema. In questo modo l'onda di potenza incidente per ciascuna delle porte inutilizzate si azzera generando espressioni simili a quelle ottenute nel caso dei bipoli. I parametri S relativi soltanto alle porte singole ({\displaystyle S_{mm}\,}) richiedono che tutte le porte rimanenti siano cariche con un'impedenza identica all'impedenza del sistema, azzerando pertanto tutte le onde di potenza incidente eccetto quella per la porta in considerazione. In generale, pertanto, abbiamo:
{\displaystyle S_{mn}={\frac {b_{m}}{a_{n}}}\,}
e
{\displaystyle S_{mm}={\frac {b_{m}}{a_{m}}}\,}.
Ad esempio, una rete tripolare come uno splitter a 2 uscite avrebbe le seguenti definizioni dei parametri S:
{\displaystyle S_{11}={\frac {b_{1}}{a_{1}}}={\frac {V_{1}^{-}}{V_{1}^{+}}}\,}
{\displaystyle S_{33}={\frac {b_{3}}{a_{3}}}={\frac {V_{3}^{-}}{V_{3}^{+}}}\,}
{\displaystyle S_{32}={\frac {b_{3}}{a_{2}}}={\frac {V_{3}^{-}}{V_{2}^{+}}}\,}
{\displaystyle S_{23}={\frac {b_{2}}{a_{3}}}={\frac {V_{2}^{-}}{V_{3}^{+}}}\,}.

## Misurazione dei parametri S

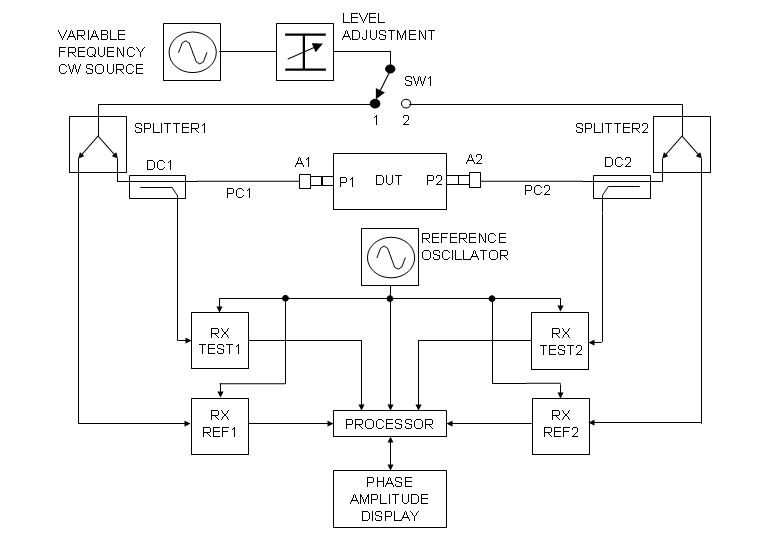
Le parti fondamentali di un analizzatore di reti vettoriale

### Analizzatore di reti vettoriale
Il diagramma mostra le parti essenziali di un tipico analizzatore di reti vettoriale (Vector Network Analyzer, VNA) a due porte. Le due porte del dispositivo sotto collaudo (DUT) sono indicate come porta 1 (P1) e porta 2 (P2). I connettori delle porte di collaudo forniti sullo stesso VNA sono elementi di precisione che normalmente dovranno essere allungati e connessi a P1 e P2 usando rispettivamente i cavi di precisione PC1 e PC2 e gli idonei adattatori dei connettori rispettivamente A1 e A2.
La frequenza di test è generata da una sorgente di onde portanti (carrier waves, CW) a frequenza variabile, mentre il suo livello di potenza è fissato usando un attenuatore variabile. La posizione dell'interruttore SW1 fissa la direzione lungo la quale il segnale di test passa attraverso il DUT. Inizialmente si consideri SW1 in posizione 1 così che il segnale di test è incidente sul DUT in P1, il che è appropriato per misurare {\displaystyle S_{11}\,} e {\displaystyle S_{21}\,}. Il segnale di test viene inviato da SW1 alla porta comune dello splitter 1; un braccio (il canale di riferimento) alimenta un ricevitore di riferimento per P1 (RX REF1) e l'altro (il canale di test) alimenta P1, attraverso la catena formata da accoppiatore direzionale DC1, PC1 e A1. La terza porta di DC1 disaccoppia la potenza riflessa da P1 attraverso A1 e PC1, inviandola poi al ricevitore di test 1 (RX TEST1). Similmente, i segnali in uscita da P2 passano attraverso A2, PC2 e DC2 arrivando in RX TEST2. RX REF1, RX TEST1, RX REF2 e RXTEST2 sono conosciuti come ricevitori coerenti in quanto condividono lo stesso oscillatore di riferimento, e sono capaci di misurare ampiezza e fase del segnale di test alla frequenza del segnale di test. Tutti i segnali complessi in uscita dal ricevitore sono inviati a un processore che effettua l'elaborazione matematica e mostra i parametri prescelti e il formato sul display della fase e dell'ampiezza. Il valore istantaneo della fase comprende sia parti temporali che spaziali, ma le prime sono rimosse in virtù dell'uso di 2 canali di test, uno come riferimento e l'altro per la misurazione. Quando SW1 è fissato in posizione 2, i segnali di test sono applicati a P2, il riferimento è misurato da RX REF2, i segnali riflessi da P2 sono disaccoppiati da DC2 e misurati da RX TEST2 e i segnali in uscita da P1 sono disaccoppiati da DC1 e misurati da RX TEST1. Questa posizione è idonea a misurare {\displaystyle S_{22}\,} e {\displaystyle S_{12}\,}.

### Calibrazione
Prima di fare una misurazione dei parametri S del VNA, il primo passo essenziale è di eseguire un'accurata calibrazione appropriata alle misurazioni volute. Parecchi tipi di calibrazione sono normalmente disponibili sul VNA. È solo negli ultimi anni che i VNA hanno avuto la capacità di elaborazione sufficientemente avanzata, a costi realistici, richiesta per compiere i tipi più avanzati di calibrazione, comprese le correzioni per errori sistematici. I tipi più basilari, spesso chiamati calibrazioni di "risposta", possono essere eseguiti più rapidamente, ma forniranno un risultato solo con moderata incertezza. Per ottenere un livello di incertezza e un intervallo dinamico migliori della misurazione è richiesta una calibrazione completa dei bipoli prima della misurazione del DUT. Questo eliminerà efficacemente tutte le sorgenti di errori sistematici intrinseci nel sistema di misurazione del VNA.

### Minimizzazione degli errori sistematici
Gli errori sistematici sono quelli che non variano con il tempo durante una calibrazione. Per un insieme di misurazioni dei parametri S dei bipoli ci sono un totale di 12 tipi di errori sistematici che sono misurati e rimossi matematicamente come parte della procedura di calibrazione dei bipoli. Essi sono, per ciascuna porta:
1. direttività e diafonia

2. sorgente ed accoppiamenti errati del carico

3. errori della risposta in frequenza causati dal tracciamento della riflessione e della trasmissione all'interno dei ricevitori di collaudo.
La procedura di calibrazione richiede inizialmente di installare il VNA con tutti i cavi, gli adattatori e i connettori necessari a connettere al DUT, ma non di connetterlo a questo stadio. Si usa un kit di calibrazione secondo i tipi di connettori adattati al DUT. Questo comprenderà normalmente adattatori, cortocircuiti (CC) (SCs), circuiti aperti (CA) e standard delle terminazioni di carico (TERM) di connettori di entrambi i sessi appropriati ai connettori del VNA e del DUT. Perfino con standard di alta qualità, quando si eseguono collaudi alle frequenze superiori nell'intervallo delle microonde varie capacitanze e induttanze parassite diventeranno evidenti e causeranno incertezza durante la calibrazione. I dati relativi alle onde parassite del particolare kit di calibrazione utilizzato sono misurati in fabbrica conformemente a standard nazionali e i risultati sono programmati nella memoria del VNA anteriormente all'esecuzione della calibrazione.
La procedura di calibrazione normalmente è controllata da un software, ed istruisce l'operatore ad adattare i vari standard di calibrazione alle estremità dei cavi di connessione del DUT nonché a fare una connessione diretta. Ad ogni stadio il processore del VNA cattura i dati attraverso l'intervallo delle frequenze di collaudo e li memorizza. Alla fine della procedura di calibrazione, il processore usa i dati memorizzati così ottenuti per applicare le correzioni degli errori sistematici a tutte le successive misurazioni fatte, che sono conosciute come "misurazioni corrette". A questo punto il DUT è connesso e una misurazione corretta dei suoi parametri S è stata fatta.

### Formato di uscita dei dati sui parametri S misurati e corretti
I dati di collaudo sui parametri S possono essere forniti in vari formati alternativi, per esempio: lista, grafico (carta di Smith o diagramma polare).

### Formato lista
In formato lista i parametri S misurati e corretti sono tabulati rispetto alla frequenza. Il formato lista più comune è noto come Touchstone o SNP, dove N è il numero delle porte. Comunemente i file di testo contenenti questa informazione avrebbero l'estensione del file ".s2p". Un esempio di listato in un file Touchstone per i dati completi dei parametri S di un bipolo ottenuti per un dispositivo è mostrato sotto:
  Creato Ven Lug 21 14:28:50 2005
```
# MHZ S DB R 50
! SP1.SP
50	-15.4	100.2	10.2	173.5	-30.1	9.6	-13.4	57.2
51	-15.8	103.2	10.7	177.4	-33.1	9.6	-12.4	63.4
52	-15.9	105.5	11.2	179.1	-35.7	9.6	-14.4	66.9
53	-16.4	107.0	10.5	183.1	-36.6	9.6	-14.7	70.3
54	-16.6	109.3	10.6	187.8	-38.1	9.6	-15.3	71.4
```

Le righe che iniziano con un punto esclamativo contengono solo commenti. La riga che inizia con il simbolo del cancelletto indica che in questo caso le frequenze sono in megahertz (MHZ), che sono elencati parametri S (S), che le ampiezze sono nella scala logaritmica dei dB (DB) e che l'impedenza del sistema è di 50 Ohm (R 50). Ci sono 9 colonne di dati. La colonna 1 è la frequenza di collaudo, in questo casoin megahertz. Le colonne 2, 4, 6 e 8 sono le ampiezze rispettivamente di {\displaystyle S_{11}\,}, {\displaystyle S_{21}\,}, {\displaystyle S_{12}\,} e {\displaystyle S_{22}\,} in dB. Le colonne 3, 5, 7 e 9 sono gli angoli rispettivamente di {\displaystyle S_{11}\,}, {\displaystyle S_{21}\,}, {\displaystyle S_{12}\,} e {\displaystyle S_{22}\,} in gradi.

### Grafico (carta di Smith)
Qualsiasi parametro S di un bipolo (ossia di un circuito a 2 porte) può essere mostrato su una carta di Smith usando coordinate polari, ma i parametri più significativi sarebbero {\displaystyle S_{11}\,} e{\displaystyle S_{22}\,}, dal momento che entrambi possono essere convertiti direttamente in un'impedenza (o ammettenza) normalizzata equivalente utilizzando il dimensionamento caratteristico dell'impedenza (o ammettenza) sulla carta di Smith appropriato all'impedenza del sistema.

### Grafico (diagramma polare)
Qualsiasi parametro S di un bipolo può essere mostrato su un diagramma polare usando coordinate polari.
Nell'uno o nell'altro formato grafico ciascun parametro S per una particolare frequenza di collaudo è mostrato come un punto. Se la misurazione è una scansione attraverso varie frequenze apparirà un punto per ognuna. Molti VNA connettono punti successivi con linee rette per una più agevole visibilità.

### Misurare i parametri S di una rete unipolare
La matrice dei parametri S di una rete unipolare (cioè con una sola porta) avrà soltanto un unico elemento rappresentato nella forma {\displaystyle S_{nn}\,}, dove n è il hnumero allocato alla porta. La maggior parte dei VNA forniscono una semplice calibrazione unipolare per la misurazione di una porta per risparmiare tempo laddove quest'ultima sia il solo adempimento richiesto.

### Misurare i parametri S di reti multipolari (con più di 2 porte)
Gli analizzatori di rete vettoriali (VNA) progettati per la misurazione simultanea dei parametri S di reti multipolari (con più di 2 porte) sono possibili, ma diventano rapidamente complessi e costosi in modo proibitivo. Di solito il loro acquisto non è giustificato poiché le misure richieste possono essere ottenute usando un VNA standard calibrato per 2 porte con le misurazioni supplementari seguite dalla corretta interpretazione dei risultati ottenuti. La matrice richiesta dei parametri S può essere assemblata da misurazioni successive di bipoli condotte in maniera graduale, due porte alla volta: in ogni occasione le porte inutilizzate vengono terminate con carichi di alta qualità uguali all'impedenza del sistema. Un rischio di questo approccio è che il return loss o VSWR dei carichi stessi debba essere adeguatamente specificato per essere il più possibile vicino a un perfetto 50 Ohm, o qualunque sia l'impedenza nominale del sistema. Per una rete con molte porte potrebbe esserci la tentazione, per motivi di costo, di specificare indadeguatamente il VSWR dei carichi. Sarà necessaria qualche analisi per determinare quale sia il VSWR dei carichi meno accettabile.
Assumendo che i carichi supplementari siano adeguatamente specificati, se necessario, due o più dei pedici dei parametri S si modificano da quelli relativi al VNA (1 e 2 nel caso considerato sopra) in quelli relativi alla rete sotto collaudo (da 1 a N, se N è il numero totale dell porte del DUT). Ad esempio, se il DUT ha 5 porte e un VNA a due porte è connesso con la sua porta 1 alla porta 3 del DUT e con la sua porta 2 alla porta 5 del DUT, i risultati misurati nel VNA ({\displaystyle S_{11}\,}, {\displaystyle S_{12}\,}, {\displaystyle S_{21}\,} e{\displaystyle S_{22}\,}) sarebbero equivalenti rispettivamente a {\displaystyle S_{33}\,}, {\displaystyle S_{35}\,}, {\displaystyle S_{53}\,} e{\displaystyle S_{55}\,} rispettivamente, assumendo che le porte 1, 2 e 4 del DUT fossero terminate con adeguati carichi da 50 Ohm. Questo fornirebbe 4 dei 25 parametri S necessari.